# Vie de Saint Louis
La vie de Saint Louis (dt.: Das Leben des Heiligen Ludwig) ist ein von Jean de Joinville verfasstes literarisches Werk des 14. Jahrhunderts. 
Jean de Joinville bekam von einer Enkelin des Heiligen Ludwig den Auftrag, eine Heiligenvita über diesen König zu verfassen, an dessen Seite er den Sechsten Kreuzzug erlebt hatte. Die Vie de Saint Louis ist eine Gattungsmischform und weist Anzeichen der Hagiographie, Biographie, Autobiographie und der Chronik auf. Joinville berichtet in dem Prosatext, der in 768 Paragraphen aufgeteilt ist von den Lebensumständen Ludwigs, im Zentrum steht der Kreuzzug nach Ägypten (1248–1250). Ludwigs heiligmäßiges Verhalten wird ebenso thematisiert wie alltägliche Abläufe aus dem Leben des Monarchen. Joinville bedient sich als erster französischer Autor der Ich-Form in seinem Text und berichtet über seine Erlebnisse ebenso viel wie über die Ludwigs. Er beschreibt anschaulich den Weg nach Ägypten und die Handlungen seines Königs.